# Różanka (województwo lubelskie)
Różanka – wieś (dawniej miasto) w Polsce położona w województwie lubelskim, w powiecie włodawskim, w gminie Włodawa. Leży nad graniczną rzeką Bug.
| SIMC    | Nazwa      | Rodzaj  |
| ------- | ---------- | ------- |
| 0109808 | Demianówka | kolonia |

Miejscowość założona została w 1506 r. i do połowy XIX wieku była miastem rywalizującym z leżącą nieopodal Włodawą. Należała do Ostrożeckich, Pociejów, Flemmingów, Czartoryskich i Zamoyskich. Różanka uzyskała lokację miejską w 1524 roku, zdegradowana przed 1700 rokiem. Miasto magnackie położone było w końcu XVIII wieku w powiecie brzeskolitewskim województwa brzeskolitewskiego. W latach 1975–1998 miejscowość położona była w województwie chełmskim.
Wieś jest sołectwem w gminie Włodawa. Według Narodowego Spisu Powszechnego z roku 2011 wieś liczyła 957 mieszkańców.
Według części historyków tutaj urodził się Adam (Hipacy) Pociej, kasztelan brzeski, a potem unicki metropolita kijowski.

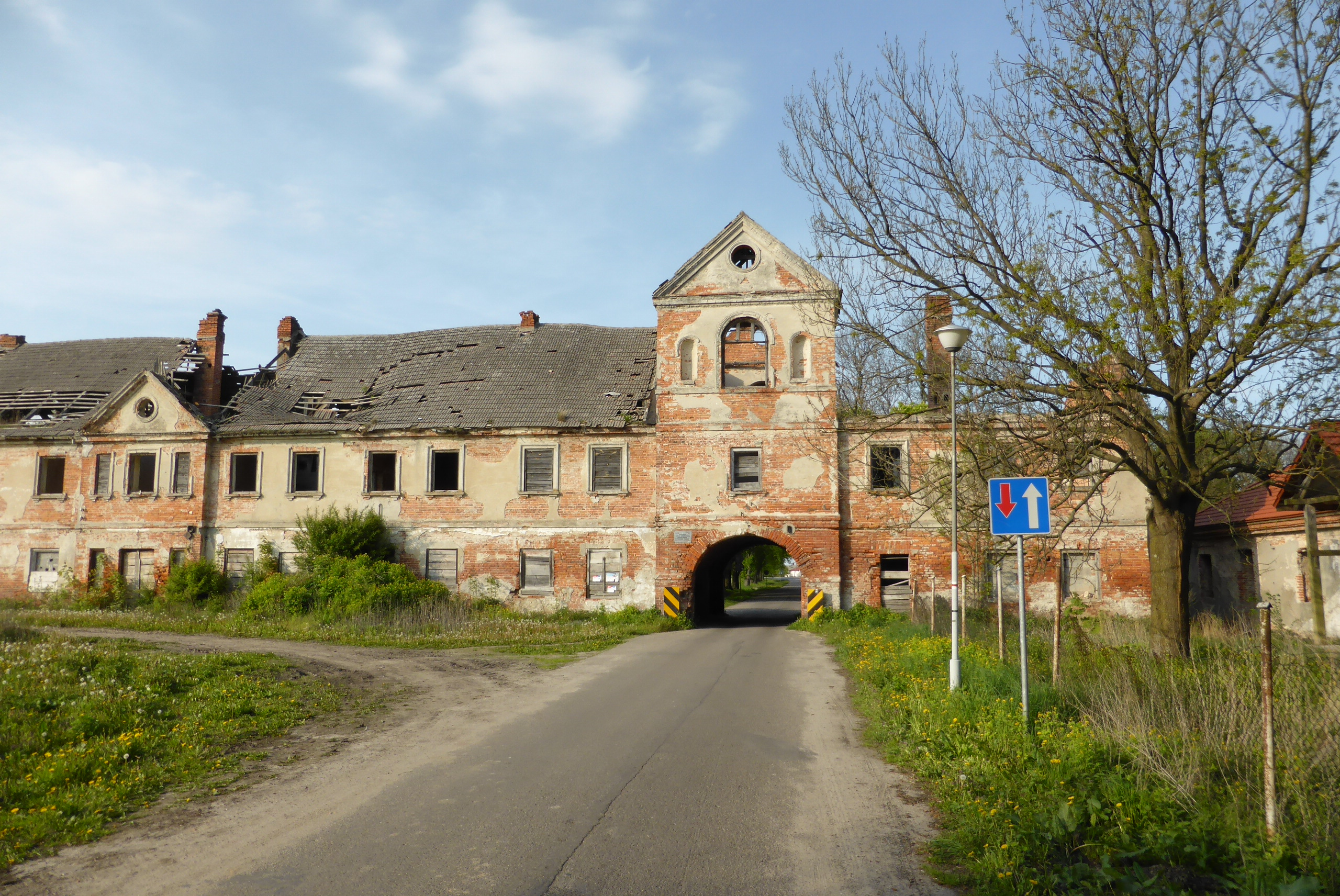
Ruina folwarku w Różance

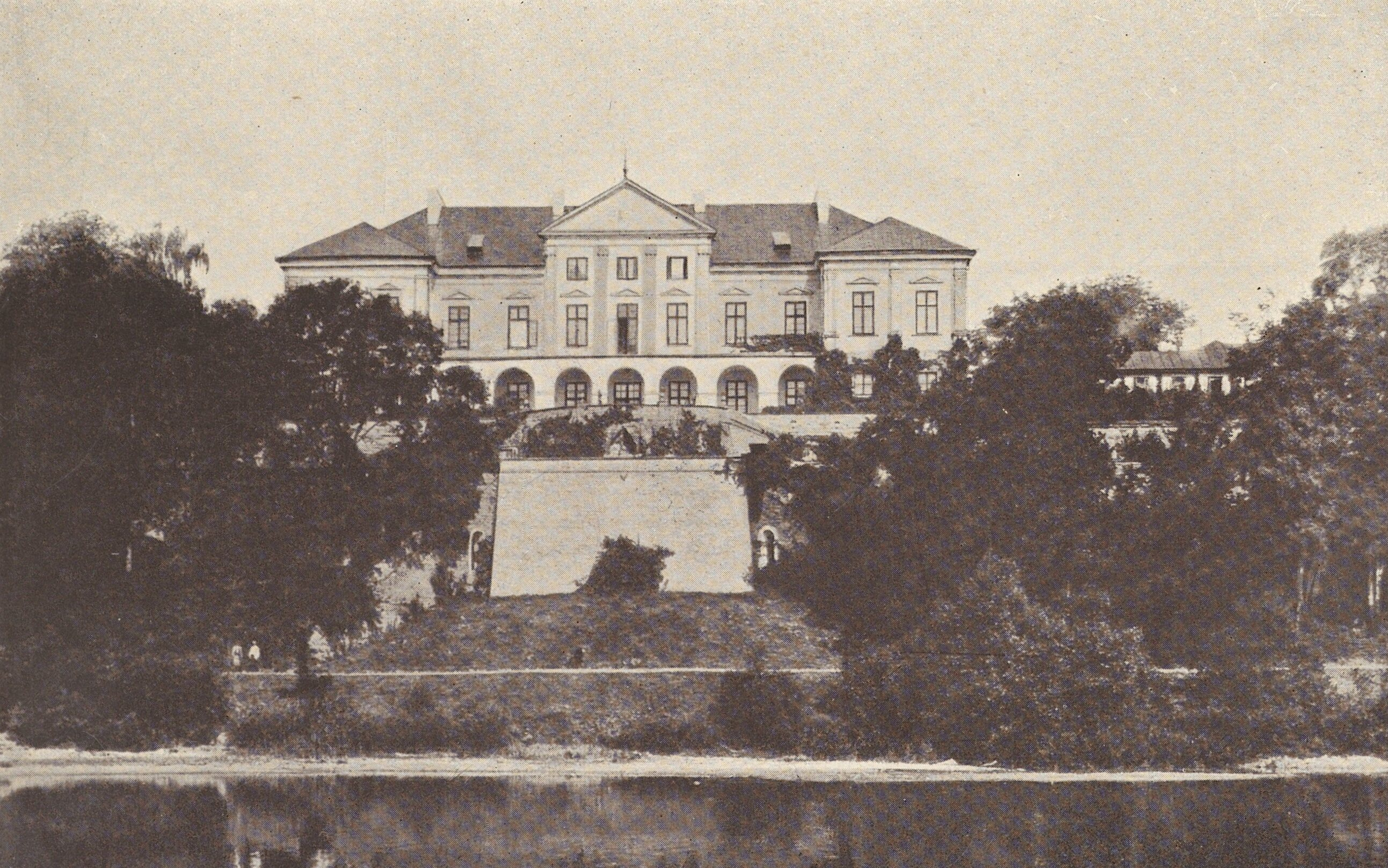
Pałac przed 1911

Na terenie miejscowości znajdują się pozostałości po pałacu, który uległ zniszczeniu w czasie I wojny światowej (15 sierpnia 1915), a następnie został doszczętnie zrujnowany podczas kolejnej wojny. W parku przylegającym niegdyś do pałacu znajduje się pomnik przyrody. 
Ciekawym zabytkiem jest też zbudowany w latach 1908–1913 kościół św. Augustyna, parafialny w miejscowej parafii św. Augustyna. We wsi znajduje się również cmentarz katolicki (niegdyś unicki, potem prawosławny) ze zrujnowaną drewnianą kaplicą prawosławną.
W miejscowości działa filia Biblioteki Publicznej Gminy Włodawa.
Do 2001 roku istniał zespół piłkarski LZS "Płomień" Różanka, wielokrotny mistrz gminy, grający niegdyś w IV lidze. Jesienią 2001 roku doszło do połączenia Płomienia z klubem Włodawianka.

## Odznaczenia
- Krzyż Partyzancki (1980)[15]